# 逆轉世界的電池少女
《逆轉世界的電池少女》是Lerche製作的日本原創電視動畫，於2021年10月11日至12月27日播映，共12集。

## 故事簡介
2019年，日本遭到來自平行世界的軍國主義「真國日本」入侵，未能進入令和時代即被征服。時至10年後的2029年，日本已淪為真國日本的附屬國「幻國日本」，曾經興盛一時的動畫、漫畫、偶像等亞文化也完全斷絕。但秘密結社「荒霸吐」為了守護亞文化而向真國發起挑戰，他們的主力兵器「伽藍人偶」則是以少女戰士為動力源，這些少女被稱為「電池少女」。

## 登場角色

### 主要角色
久導細道（聲：山下誠一郎、平田真菜（幼少期））
因父母的緣故而欠下巨額債款，一邊被人討債一邊孤獨生活的少年。在歌舞伎町做地下營業的男公關，擁有No.1的人氣。
父亲是多个游戏和动画的著名制作人，被細道所憧憬。也是《海帝ZABAAN》的制作人，但由于收视不佳节目被腰斩后，认为《海帝ZABAAN》是失败的作品后离家出走，細道从憧憬变成失落，对亚文化不抱兴趣，但与三位电池少女的相处后还是有挂念。
赤城凜（聲：菲魯茲·藍）
喜歡動畫與特攝，尤其鍾愛英雄動畫《海帝ZABAAN》。嚮往著英雄，故而重視正義與團結等事物。
蒼葉夕紀（聲：鈴木愛奈）
地下偶像團體Rabbit Foot的一員，個性表裡不一，精於算計。
黑木米莎（聲：井澤詩織）
鍾愛復古遊戲的少女，精通數位產品的天才駭客。

### 荒霸吐
巴爾札克山田（聲：杉田智和）
荒霸吐的副司令官。
神樂坂美美（聲：豐崎愛生）
荒霸吐的技術負責人，與巴爾札克是舊識。
宗方安壽（聲：福地教光）
細道的身分擔保人。
鵜飼（聲：松田健一郎）
蒐集御宅道具、搜索電池少女的專業人士。
眼鏡、球帽、肥仔（聲：水島大宙、葉山翔太、金子隼人）
荒霸吐的機械師，亦是電池少女的粉絲。
田中娜塔莎（聲：水瀨祈）
荒霸吐的最高司令官，經常穿著布偶裝，实际上是一名幼女。

### 真誅軍
東雲曉（聲：寺島拓篤）
真誅軍上校。
真神疾風（聲：日高里菜）
真誅軍軍人，重視武士精神。
佐斯神武藏（聲：藤井幸代）
真誅軍軍人，貴族的女兒，戰鬥狂及虐待狂。
神水流八雲（聲：下地紫野）
真誅軍的機械師，陰陽師的後裔。

## 製作人員
- 原作：伽藍堂
- 導演：安藤正臣
- 系列構成：上江洲誠
- 人物原案：渡邊明夫
- 伽藍人偶設定、機械設定：廣瀨智仁
- 人物設定、總作畫監督：黑澤桂子
- 副導演：仁昌寺義人
- 道具設計：森木靖泰、KntC
- CG製作：Larx Entertainment
- CG導演：加藤大輔
- 美術背景：草薙（KUSANAGI）
- 美術監督：本田光平
- 美術設定：岩澤美翠、須江信人
- 色彩設計：加口大朗
- 攝影導演：國井智行
- 剪輯：伊藤利惠（森田編集室）
- 音樂：白戶佑輔
- 音響導演：飯田里樹
- 音響效果：古谷友二
- 音樂製作：Lantis
- 監製：EGG FIRM
- 動畫製作人：比嘉勇二
- 動畫製作：Lerche
- 製作：《逆轉世界的電池少女》製作委員會[1]

## 主題曲
片頭曲《Fever Dreamer》
作詞：hotaru，作曲：Tom-H@ck，編曲：RINZO，主唱：Mia REGINA
片尾曲《Reverse-Rebirth》
主唱：鈴木愛奈，作词、作曲：ha-j、出口たかし、PA-NON，编曲：ha-j
插曲（第三、四话）
作词：Cocoro.，作曲、编曲：白戸佑輔，主唱：
插曲（第四话）
作词：Cocoro.，作曲、编曲：白戸佑輔，主唱：蒼葉夕紀（鈴木愛奈）
插曲（第四、五话）
作词：Cocoro.，作曲、编曲：白戸佑輔
第四、五话主唱：（VO.霧島若歌）
第五话主唱：苍叶夕纪（鈴木愛奈）
插曲（第十二话）
作词：Cocoro.，作曲：白戸佑輔，编曲：，主唱：蒼葉夕紀（鈴木愛奈）

## 集數列表
| 集數 | 日文標題 | 中文標題                             | 編劇                       | 分鏡               | 演出               | 作畫監督                                                                                   | 總作畫監督 | 首播日期 （2021年） |
| ---- | -------- | ------------------------------------ | -------------------------- | ------------------ | ------------------ | ------------------------------------------------------------------------------------------ | ---------- | ------------------- |
| #01  |          | 想和你（可以的話）一起逆轉！         | 九頭龍                     | 安藤正臣           | 仁昌寺義人         | 黑澤桂子、河野望、樋口博美、小野木三齊、Park Ji-seung                                      | 黑澤桂子   | 10月11日            |
| #02  |          | 我想要（想辦法）相信你！             | 九頭龍                     | 仁昌寺義人         | 谷口工作           | 市川美帆、小野木三齊、河野望、樋口博美                                                     | 黑澤桂子   | 10月18日            |
| #03  |          | 看到沒！（出乎意料的）大逆轉！！     | 九頭龍                     | 岩畑剛一           | 虎高昇、横野光代   | 山﨑香、鈴木春香                                                                           | 黑澤桂子   | 10月25日            |
| #04  |          | 再怎麼說我都是（日本最後的）偶像！   | 中西泰博                   | 木村真一郎         | 木村真一郎         | 黑澤桂子、市川美帆、河野望、樋口博美、小野木三齊                                           | 黑澤桂子   | 11月1日             |
| #05  |          | 再怎麼說（不管誰怎麼講）我都是偶像！ | 中西泰博                   | 金澤洪充           | 鎌田祐輔           | 市川美帆、小野木三齊、永田陽菜、樋口博美、前川舞、黑澤桂子、廣瀨智仁                       | 黑澤桂子   | 11月8日             |
| #06  |          | 隆重揭曉（我可沒問啊）秋葉默示錄！   | 九頭龍                     | 大橋朋代           | 木村真一郎         | 樋口博美、永田陽菜、渡邊真由美、市川美帆、小野木三齊、前川舞、鈴木春香、川本由記子         | 黑澤桂子   | 11月15日            |
| #07  |          | （出来！）箱中生活的建议！           | 風埜隼人                   | 松井仁之           | 田中貴大           | 黒澤桂子、樋口博美、永田陽菜、河野望、市川美帆、小野木三齊、前川舞、鈴木春香               | 黑澤桂子   | 11月22日            |
| #08  |          | （欢迎！）箱中生活的建议！           | 風埜隼人                   | 松林唯人           | 鎌田祐輔           | 樋口博美、永田陽菜、市川美帆、小野木三齊、前川舞、鈴木春香                                 | 黑澤桂子   | 11月29日            |
| #09  |          | 隆重揭曉（可笑可笑）秋葉默示錄！     | 九頭龍、中西泰博、風埜隼人 | 松林唯人           | 谷口工作           | 河野望、渡邊真由美、樋口博美、永田陽菜、市川美帆、小野木三齊、前川舞、鈴木春香、川本由紀子 | 黑澤桂子   | 12月6日             |
| #10  |          | 看到沒！（背叛的）大逆轉！           | 九頭龍                     | 金澤洪充           | 木村真一郎         | 永田陽菜、樋口博美、小野木三齊、市川美帆、前川舞、鈴木春香、廣瀨智仁                       | 不適用     | 12月13日            |
| #11  |          | 我想要（就是現在！）相信你！         | 九頭龍                     | 鎌田祐輔           | 鎌田祐輔           | 前川舞、市川美帆、小野木三齊、鎌田祐輔、鈴木春香、永田陽菜、樋口博美、廣瀨智仁             | 不適用     | 12月20日            |
| #12  |          | 想要和你（大家一起！）逆轉！         | 九頭龍                     | 金澤洪充、安藤正臣 | 谷口工作、安藤正臣 | 黑澤桂子、樋口博美、永田陽菜、市川美帆、小野木三齊、前川舞、鈴木春香                       | 黑澤桂子   | 12月27日            |

## 播映平台
日本深夜動畫：下文記載的日本国内播放時間使用日本標準時間（UTC+9）表示。因為部分時間标识會採用30小时制，因此請留意这类超过24:00的时间，其實際播放時間為翌日清晨。
| 播放日期                 | 播放時間（UTC+9）    | 播放電視台 | 播放地區   | 備註             |
| ------------------------ | -------------------- | ---------- | ---------- | ---------------- |
| 2021年10月11日－12月27日 | 星期一 23:00 - 23:30 | AT-X       | 日本全國   | 衛星廣播、有重播 |
| 2021年10月11日－12月27日 | 星期一 24:00 - 24:30 | TOKYO MX   | 東京都     |                  |
| 2021年10月11日－12月27日 | 星期一 24:00 - 24:30 | BS11       | 日本全國   | 衛星廣播         |
| 2021年10月11日－12月27日 | 星期一 25:59 - 26:29 | 讀賣電視台 | 近畿廣域圈 |                  |

| 播映地區   | 播映平台 | 播映日期                 | 播映時間              | 備註  |
| ---------- | --- | ------------------------ | --------------------- | ----- |
| 臺灣       | 巴哈姆特動畫瘋、中華電信MOD、Hami Video、LiTV 線上影視、myVideo 影音隨看、遠傳friDay影音、中嘉bb寬頻.bbTV KKTV、LINE TV、Yahoo TV 一起看、CATCHPLAY、bilibili、木棉花台灣YouTube頻道 | 2021年10月11日－12月27日 | 星期一 23:00（UTC+8） | [ 5 ] |
| 香港、澳門 | 木棉花香港YouTube頻道 | 2021年10月11日－12月27日 | 星期一 23:00（UTC+8） | [ 6 ] |

## 出版書籍
| 卷數 | KADOKAWA      | KADOKAWA               |
| 卷數 | 發售日期      | ISBN                   |
| ---- | ------------- | ---------------------- |
| 1    | 2022年2月26日 | ISBN 978-4-04-112091-0 |
| 1    | 2022年9月9日  | ISBN 978-4-04-112843-5 |

## 外部連結
- 電視動畫官方網站（日語）
- 逆轉世界的電池少女的X（前Twitter）（日語）
- 漫畫連載網站（日語）